# Nedostatek hořčíku u rostlin

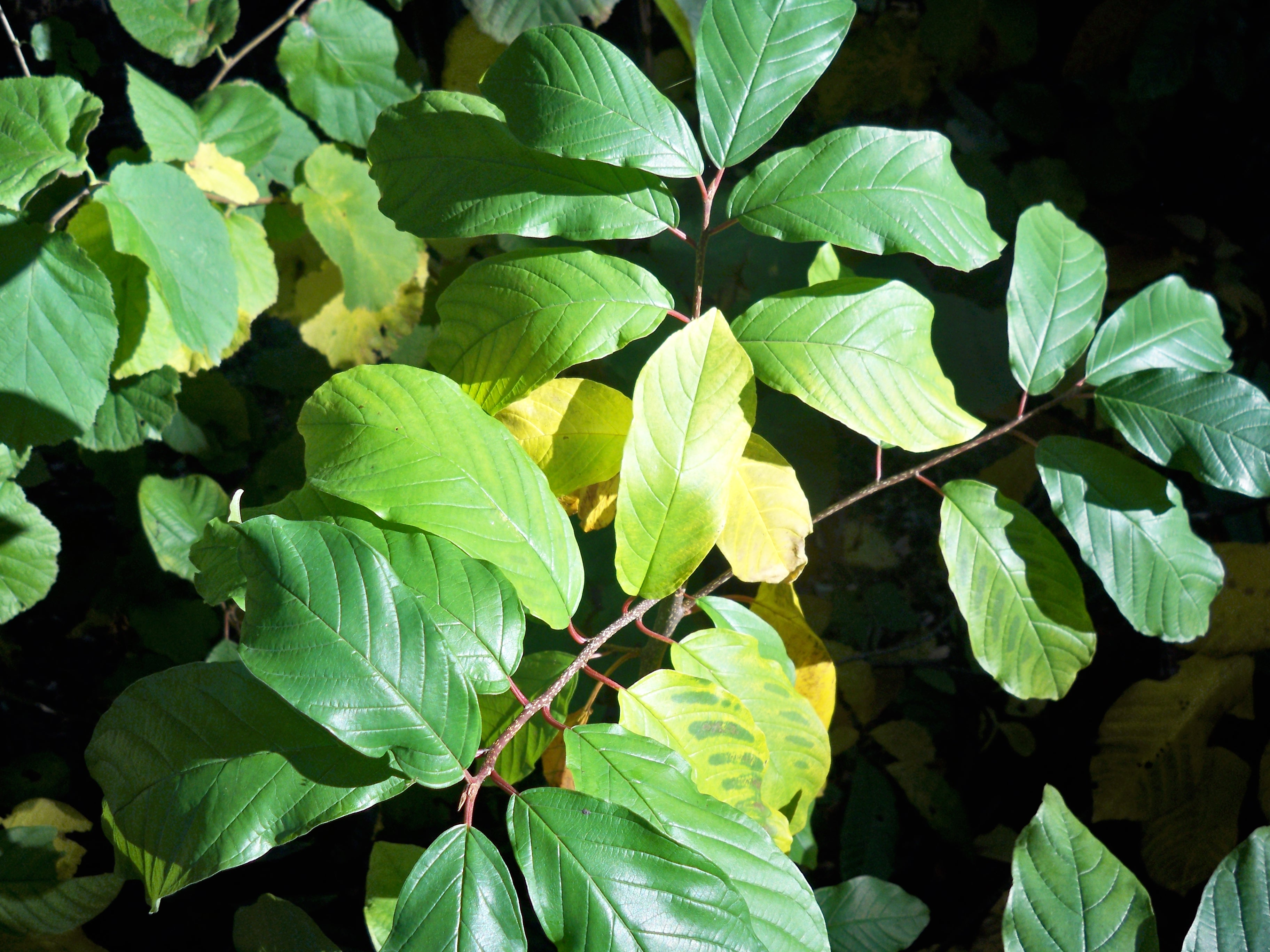
Krušina olšová s nedostatkem hořčíku - chloróza mezi cévními svazky.

Nedostatek hořčíku u rostlin je fyziologická porucha rostlin, je způsobena nedostatkem příjmu hořčíku. Prvním příznakem jsou chlorózy. Při nedostatku draslíku se příznaky zesilují. Hořčík hraje důležitou roli ve fotosyntéze, protože tvoří centrální atom chlorofylu, je chelátově vázán v porfyrinovém jádře. Bez dostatečného množství hořčíku proto pro pokrytí potřeby hořčíku v mladých listech, rostliny začnou odbourávat chlorofyl ve starých listech. To způsobí, že hlavním příznakem nedostatku hořčíku je chloróza nebo žloutnutí listů mezi nervaturou která zůstává zelená, což listům rostlin dodává mramorovaný vzhled. Hořčík je také nutný aktivátor mnoha důležitých enzymů a to i enzymů fotosyntézy. Hořčík je také velmi důležitý při stabilizaci struktury ribozomu, takže nedostatek hořčíku způsobuje depolymerizaci ribozomů, což vede k  předčasnému stárnutí rostlin. Po delší době nedostatku hořčíku dochází k nekrózám listů a shazování starších listů. Rostliny s nedostatkem hořčíku také vytváří menší, dřevnatější ovoce.

## Výskyt
Vyskytuje nejčastěji v silně kyselých, písčitých, písčitohlinitých, lehkých, drnopodzolových půdách, kde hořčík snadno vyplaven. Objevuje se i při hnojení kyselými hnojivy, při nadměrném vápnění a po delších deštích. 

## Příznaky
Chlorózy často připomínají mramorování, blednutí listů od okrajů a mezi cévními svazky, které ještě zůstávají zelené. Listy bývají často lámavé a křehké, kořeny slabě vyvinuté. U řepy se porucha projevuje hnědou kropenatostí, u brambor čárkami připomínajícími Y-virus. Při nedostatku Mg je  ochuzena nejdříve řada biologicky významných soustav než dojde na změny u chlorofyl. Projevům chlorózy tak předchází hluboký metabolický rozvrat často doprovázený nekrózami pletiv (korálková mozaika nebo pruhovitost). U jehličin se projevuje zasycháním špiček. 
Lze rozlišit tři druhy chloróz z nedostatku hořčíku:
- chloróza začíná od špiček listů a od okrajů pokračuje ke středu listů (tabák, celer, hrušeň, jabloň),
- chloróza vzniká mezi nervy v blízkosti středního žebra a odtud se rozšiřuje směrem k okrajům (jabloň, brambory, rajčata),
- u trav probíhají chlorózy v důsledku vedení cévních svazků listy pruhovitě. Obiloviny vykazují tygrovité zbarvení čepele listové jako důsledek nahromadění chlorofylu, která předcházejí chloróze.[2]

Nedostatek hořčíku může být zaměněn s nedostatkem zinku nebo nedostatkem chlóru, virovými chorobami, nebo přirozeným stárnutím rostlin, protože mají podobné příznaky. 

## Ochrana rostlin

### Prevence
Používání hnojiv s obsahem hořčíku, hnojení do zásoby dolomitickým vápencem. Po nadměrných srážkách  poskytovat rostlinám dostatečné množství živin, včetně hořčíku. 

### Ošetření při výskytu
Použití roztoku hořečnatých solí, nejlépe v aplikaci jako hnojení na list.